# Папа Јована
Папа Јована (итал. Papessa Giovanna, 855–857) позната и под именом папа Јован и Јован Англикус је, према легенди, била жена која је владала као папа две године током средњег века. Прича о њој се први пут појавила у хроникама у XIII веку и касније се проширила широм Европе. Причу су вековима сматрали истинитом, али већина савремених научника је сматра фикцијом.

Већина верзија приче о папи Јовани описује је као талентовану и образовану жену која се прерушила у мушкарца, често на наговор љубавника. У већини верзијама, захваљујући својим способностима, напредовала је кроз црквену хијерархију и на крају је изабрана за папу. Њен пол је откривен тек када се породила током процесије и умрла је убрзо након тога, било због убиства или природних узрока. Приче наводе да су касније црквене процесије избегавале ово место и да је Ватикан уклонио женског папу са званичних листа и створио ритуал како би осигурао да будући папе буду мушкарци. У XVI веку, Сијенска катедрала је имала бисту Јоване међу осталим папама али је ова биста уклоњена након протеста 1600. године.
Хроника Жана де Мајлија, написана око 1250. године, садржи прво помињање неименованог женског папе и инспирисала је неколико других прича током наредних година. Најпопуларнија и најутицајнија верзија је она која је интерполирана у хронику Мартина из Опаве Chronicon Pontificum et Imperatorum настала касније у XIII веку. Мартин је увео детаље да је женско име папе било Јован Англикус из Мајнца, да је владала у IX веку и да је ушла у цркву како би пратила свог љубавника. Постојање папе Јоване коришћено је у одбрани Волтера Брута на његовом суђењу 1391. године. Легенда је углавном прихваћена као истинита до XVI века, када је широка дебата међу католичким и протестантским писцима довела у питање причу. Различити писци су приметили невероватно дуг временски јаз између наводног живота Јоване и њеног првог појављивања у текстовима. Протестантски научник Дејвид Блондел је на крају показао немогућност ове приче. Данас се папа Јована углавном сматра фикцијом, иако легенда остаје утицајна у културним приказима.

## Будућа читања

### Примарни извори
- Jean de Mailly (1254). Chronica Universalis Mettensis.
- Martin of Opava (1278). Chronicon pontificum et imperatorum.

### Секундарни извори
- Gustave Brunet (1880). La papesse Jeanne etude historique et litteraire par Philomneste junior (на језику: француски) (second изд.). Bruxelles: J. Gay. стр. 29.
- Clement Wood, The Woman Who Was Pope, Wm. Faro, Inc., New York. 1931
- Arturo Ortega Blake, Joanna Kobieta która zostala Papiezem, Edit. Philip Wilson, 2006. Published in Warszawa,  83-7236-208-4.
- Alain Boureau, The Myth of Pope Joan, University of Chicago Press, 2000. Published in Paris as La Papesse Jeanne. The standard account among historians,  978-0226067452.
- Stephen L. Harris, Bryon L. Grigsby, Misconceptions about the Middle Ages, Routledge, 2007.  978-0415871136.
- Peter Stanford, The She-Pope. A Quest for the truth behind the Mystery of Pope Joan, Heineman, London 1998   0-434-02458-9. Published in the US as The Legend of Pope Joan: In Search of the Truth, Henry Holt & Company, 1999. A popularized journalistic account.
- "Top 5 Myths About the Papacy"
- Joan Morris, Pope John VIII, an English Woman, Alias Pope Joan Vrai Publishers, London 1985  978-0951027219.
- Michael E. Habicht,Päpstin Johanna. Ein vertuschtes Pontifikat einer Frau oder eine fiktive Legende? epubli, Berlin 2018  978-3-746757-36-0.
- Michael E. Habicht,Pope Joan: The covered-up pontificate of a woman or a fictional legend? epubli, Berlin 2018  978-3-746764-33-7.Legends of a Medieval Female Pope May Tell the Truth
- Alcuin Blamires, ed., Woman Defamed and Woman Defended, Oxford: Clarendon Press, 1992.

### Фикције
- Donna Woolfolk Cross, Pope Joan: A Novel Three Rivers Press, 2009.
- Lawrence Durrell, The Curious History of Pope Joan. London: Derek Verschoyle, 1954. Freely translated from the Greek Papissa Joanna, 1886, by Emmanuel Rhoides.
- Emmanuel Rhoides, Papissa Joanna translated by T. D. Kriton, Govostis, Athens, 1935.